# Tim David
Timothy Hays David  (né le 16 mars 1996) est un joueur de cricket australien. Il a joué pour l'Équipe nationale de cricket de Singapour entre 2019 et 2020, avant de changer d'allégeance à l'Australie en 2022. Il faisait partie de l'Équipe australienne pour le Coupe du Monde T20 2022. Il a joué pour diverses équipes franchisées Vingt20. Il a fait ses débuts internationaux pour Singapour en juillet 2019 et a joué 14 T20 faisant ses débuts pour l'Australie en 2022 contre l'Inde.

## Jeunesse
Timothy Hays David est né à Singapour de Pierre David, un joueur de cricket qui a joué pour Singapour durant le Trophée ICC 1997,. Sa famille a quitté l'Australie pour Singapour dans les années 1990, où son père travaillait comme ingénieur. Ils sont retournés en Australie quand il avait deux ans à la suite de la Crise financière asiatique de 1997 et il a grandi dans Perth, États-Unis.

## Statistiques
| Compétition           | ODI   | T20I  | LA    | T20   |
| --------------------- | ----- | ----- | ----- | ----- |
| Matchs                | 4     | 45    | 20    | 235   |
| Points marqués        | 45    | 1108  | 790   | 4666  |
| Moyenne batteur       | 11.25 | 36.93 | 60.76 | 30.90 |
| 100s/50s              | -/-   | 0/6   | 2/5   | 0/15  |
| Meilleur score        | 35    | 92*   | 140*  | 92*   |
| Balles lancées        | 12    | 164   | 228   | 597   |
| Guichet               | 1     | 5     | 10    | 15    |
| 5 guichets en inning  | -     | -     | -     | -     |
| 10 guichets par match | -     | -     | -     | -     |
| Meilleur lancé        | 1/20  | 1/18  | 3/26  | 1/0   |
| Arrêts                | 0/-   | 27/-  | 12/-  | 134/- |

## Franchise et carrière à l'étrange

### Grande Ligue de Bash
David a fait ses débuts au Vingt20 sous les couleurs des Perth Scorchers pendant la Saison 2017-18 de la Ligue majeure de Baseball (BBL) le 1er janvier 2018. Pour la Saison de la Ligue Big Bash 2020-21, David a été signé par les Hurricanes de Hobart. Lors du match d'ouverture du tournoi, il a marqué 58 points, Hobart battant le Les Sixers de Sydney par 16 courses, et David étant nommé le joueur du match. En février 2022, David a signé une prolongation de deux ans de son contrat BBL avec les Hurricanes de Hobart.

### Championnat du Pakistan
En mai 2021, lors de la draft de remplacement PSL pour le report de la Super Ligue Pakistanaise 2021, David a été signé par Les Qalandars de Lahore en remplacement de Joe Burns. Dans le repêchage de la saison suivante, il a été signé par les champions en titre Sultans de Multan. Il a été retenu par les Sultans pour la année suivante.

### Europe
En juillet 2021, David a joué au tournoi Rue des Sabots aux Pays-Bas. Après avoir joué dans la ligue néerlandaise, David a signé avec Club de Cricket du Comté de Surrey pour disputer les deux derniers matches de l'équipe Blast du T20 2021 en Angleterre. Le mois suivant, il a joué pour Surrey la Coupe Royale d'un Jour de Londres 2021, marquant son premier siècle en Liste Un grillon avec un invaincu 140 contre Comté de Warwick. En quart de finale du tournoi, David a marqué 102 alors que Surrey battait Les Gloucestershire par cinq guichets.
En 2021, il a été repêché par les Southern Brave pour la saison inaugurale The Hundred. Durant la finale de la saison, David a marqué 15 points sur six balles, attrapé une balle et effectué un match crucial qui a épuisé Pierre Livingstone, ce qui a influencé la  victoire de Brave,. En février 2022, David a été signé par Club de Cricket du Comté de Lancashire pour jouer  le Blast T20 2022 et en avril a été racheté par Southern Brave pour la saison 2022 de The Hundred.

### Première Ligue Indienne
En août 2021, David a été inclus dans l'équipe des Royal Challengers Bangalore pour la deuxième phase de la Première Ligue Indienne 2021 (IPL) aux EAU. Il a fait ses débuts en IPL le 24 septembre 2021 contre les Chennai Super Kings. Ce faisant, il est devenu le premier joueur international de Singapour pour jouer dans l'IPL. En février 2022, il a été acheté par les Mumbai Indians durant l'enchère de la Première Ligue Indienne 2022.

### Ligue Majeure de Cricket
Il a été acheté par MI New York pour le 2023 Major League Cricket  à venir, qui est hébergé aux États-Unis.

## Carrière internationale
En juillet 2019, David s'est rajouté à une équipe d'entraînement de l'équipe de cricket de Singapour avant la Finales Régionales du Qualification pour la Coupe du Monde ICC T20 Asie 2018-19 tournoi. Plus tard dans le mois, il a été nommé à Singapour Vingt-20 Ans International (T20I) équipe pour les Finales régionales du tournoi. Il a fait ses débuts en T20I pour Singapour contre Qatar le 22 juillet 2019.
En septembre 2019, David a été nommé dans l'équipe de Singapour pour le tournoi Malaysia Cricket World Cup Challenge League  Il fait son entrée sur la Liste A pour Singapour, contre le Qatar, dans le tournoi de la Ligue de défi de la Coupe du Monde de cricket A le 17 septembre 2019. Il a été le meilleur marqueur de points du tournoi, avec 369 points en cinq matchs. En octobre 2019, il a été nommé dans l'équipe de Singapour pour le tournoi de  Qualification pour la Coupe du Monde ICC T20 2019 aux Emirats Arabes Unis. Avant le tournoi, le Conseil International de Cricket (ICC) l'a désigné comme le joueur à surveiller dans l'équipe de Singapour.
En 2022, David a été nommé dans l'Équipe nationale australienne de cricket pour la Coupe du Monde 2022 et leur série contre l'Inde. Selon les règles Conseil International de Cricket, il a été jugé éligible pour jouer pour l'Australie alors qu'il avait déjà joué pour Singapour. Il a fait ses débuts en T20I pour l'Australie contre l'Inde le 20 septembre 2022. Lors de son troisième match pour l'Australie, il a frappé 54 balles sur 27 à Hyderabad contre l'Inde,.
En mai 2024, il a été nommé dans l'équipe d'Australie pour le Coupe du Monde ICC T20 Hommes 2024 tournoi.